# Isla San José (ö i Colombia)
Isla San José är en ö i Colombia. Den ligger i den östra delen av landet, 900 km öster om huvudstaden Bogotá.